# نصف يوسف النصف
نصف يوسف النصف، (1902 - 1968) سياسي كويتي وعضو سابق في المجلس التشريعي الكويتي الثاني.

## عن حياته
ولد نصف يوسف النصف في الكويت - شرق - ودخل الحياة البرلمانية في انتخابات المجلس التشريعي الكويتي الثاني وحصل علي 172 صوت، في الترتيب ال19 وفاز بالمقعد، كما ترشح في إنتخابات عام 1958 وحصل علي 234 صوت، في الترتيب ال29 وفاز بالمقعد، الا ان المجلس لم تنعقد فيه جلسة واحدة وتم حله.